# Авіапорт (Кобяйський улус)
Авіапорт (рос. Авиапорт) — село у Кобяйському улусі Республіки Сахи Російської Федерації.
Населення становить 280 осіб. Належить до муніципального утворення селище Сангар.

## Історія
Згідно із законом від 30 листопада 2004 року органом місцевого самоврядування є селище Сангар.

## Населення
| 2002 | 2010 |
| ---- | ---- |
| 371  | ↘280 |